# Claudio Ricciarelli
Claudio Ricciarelli (Carrara, 27 settembre 1955) è un ex calciatore italiano, di ruolo attaccante.

## Carriera
Cresciuto nello Spezia, ottiene una promozione in Serie C2 con il Pietrasanta aggiudicandosi il titolo di capocannoniere con 22 reti, passando quindi alla Fiorentina in Serie A, torneo in cui l'attaccante di Carrara riesce a scendere in campo in 4 occasioni, esordendo il 30 settembre 1979 in occasione del pareggio interno col Napoli.
L'anno dopo viene ceduto in Serie C2 alla Rondinella.
La sua carriera prosegue così in C fino alla discesa nei dilettanti.

## Palmarès

### Club

#### Competizioni nazionali
- Serie D: 1

Pietrasanta: 1978-1979